# Gebäudeneubauversicherung
Die Gebäudeneubauversicherung, auch Bauversicherung, ist in Deutschland eine private Versicherung, die den Bauherren gegen bestimmte Risiken im Zusammenhang mit einem im Bau befindlichen Bauwerk absichert. Sie besteht in der Regel aus einer Bauherrenhaftpflichtversicherung, einer Bauleistungsversicherung und einer Feuerrohbauversicherung.

## Risikoabsicherung
Der Bauherr ist auf der eigenen Baustelle für alle Tätigkeiten und Ereignisse verantwortlich. Mit dem Abschluss einer Gebäudeneubauversicherung kann sich der Bauherr vor einem Teil der Risiken auf der Baustelle absichern. Neben Unfällen zählen hierzu auch Unwetter, Brand und Vandalismus.
Die Versicherungsprämie ist unter anderem davon abhängig, in welcher Risikozone bezüglich Hochwasser- und Sturmrisiken sich der Standort des Gebäudes befindet. Weitere Einflussfaktoren sind Bauartklasse des Gebäudes, Höhe der  Neubausumme und vereinbarte Versicherungssumme. 
Im Regelfall gilt die Gebäudeneubauversicherung ab Baubeginn und endet mit Einzug in das Gebäude.